# Тишкі-Лабно
Тишкі-Лабно (пол. Tyszki-Łabno) — село в Польщі, у гміні Кольно Кольненського повіту Підляського воєводства. Населення — 82 особи (2011).

## Історія
Вперше згадується у XV столітті.
У 1975—1998 роках село належало до Ломжинського воєводства.

## Демографія
Демографічна структура станом на 31 березня 2011 року:
|          | Загалом | Допрацездатний вік | Працездатний вік | Постпрацездатний вік |
| -------- | ------- | ------------------ | ---------------- | -------------------- |
| Чоловіки | 41      | 7                  | 31               | 3                    |
| Жінки    | 41      | 12                 | 18               | 11                   |
| Разом    | 82      | 19                 | 49               | 14                   |